# 알렉산드리아 그리스 정교회
알렉산드리아 그리스 정교회 또는 알렉산드리아와 아프리카 전역의 총대주교청은 동방 정교회 공동체에 속한 독립 교회다.
공식적인 호칭은 알렉산드리아 그리스 정교회 총대주교청(그리스어: Πατριαρχεῖον Ἀλεξανδρείας καὶ πάσης Ἀφρικῆς)인데, 그 이유는 알렉산드리아의 비(非)칼케돈파 기독교 교단인 콥트 정교회 알렉산드리아 총대주교청과 구별하기 위해서다. 그리스 정교회 총대주교청은 한때 멜키트라고도 불렸는데, 그 이유는 그들이 451년 칼케돈 공의회에 따른 교회 분열 이후 콘스탄티노폴리스 세계총대주교청과 일치를 계속 보전했기 때문이다.
초대 주교는 성 마르코 복음사가로 전해지며, 총대주교청의 상징은 성 마르코의 사자다.

## 교회 지도자
알렉산드리아 총대주교청의 수좌 주교는 알렉산드리아와 아프리카 전역의 총대주교(總大主敎)다. 총대주교 공식 직함은 ‘위대한 도시 알렉산드리아의 총대주교이자
리비아, 펜타폴리스, 에티오피아의 총대주교, 이집트 전역과 아프리카 전역의 총대주교, 사제들의 사제, 목자들의 목자, 주교들의 주교, 열세 번째 사도, 세계의 판관’(Πάπας και Πατριάρχης της μεγάλης πόλεως Αλεξανδρείας, Λιβύης, Πενταπόλεως, Αιθιοπίας, πάσης γης Αιγύπτου και πάσης Αφρικής, Πατήρ Πατέρων, Ποιμήν Ποιμένων, Αρχιερεύς Αρχιερέων, τρίτος και δέκατος των Αποστόλων και Κριτής της Οικουμένης)이다. 알렉산드리아 콥트 정교회의 총대주교와 콥트 가톨릭교회의 알렉산드리아 총대주교와 마찬가지로 1세기에 알렉산드리아에 교회를 세워 아프리카 기독교의 역사를 연 성 마르코의 알렉산드리아 주교직의 계승자를 자처하고 있다. 알렉산드리아 총대주교좌는 펜타르키아라고 불리는 초대 교회의 5대 총대주교좌 가운데 하나이다. 총대주교좌 성당은 알렉산드리아에 있는 성모 희보 성당으로, 에반겔리스모스 대성당이라고도 알려져 있다.

## 역사
알렉산드리아 정교회의 역사는 위대하고 저명한 교부(敎父)들의 역사를 포함하는데, 특히 알렉산드리아 총대주교를 지낸 아타나시오스와 키릴로스는 제1차 니케아 공의회와 에페소스 공의회에 참석해 활약했다. 451년 칼케돈 공의회에서 정치적 논쟁과 그리스도론을 둘러싼 논쟁으로 인하여 알렉산드리아 교회는 둘로 분열되었다. 대다수 현지 주민들은 칼케돈 공의회의 결정에 동의하는 대신에 알렉산드리아 콥트 정교회라고도 알려진 오리엔트 정교회의 합성론(合性論)을 신봉했다. 칼케돈 공의회의 양성론(兩性論)을 따르는 알렉산드리아 교회의 소수파는 전례어를 그리스어로 사용한 이후 알렉산드리아 그리스 정교회라고도 불리게 되었다. 정치적으로 그리스 정교회 신자들은 동로마 황제에 충성을 바쳤다. 그들은 콘스탄티노폴리스 총대주교청과의 일치를 보전하였다. 7세기 아랍인들의 북아프리카 정복 이후 이집트는 동로마 제국과 영구적으로 분리되어 그리스 정교회는 이집트에서 고립된 소수 종교가 되었으며, 그리스도인들 사이에서도 수세기 동안 교세가 작은 교회로 남게 되었다.

## 새로운 성장

### 19세기 디아스포라의 성장
19세기에 들어서면서 아프리카의 정교회는 다시 성장하기 시작했다. 19세기에 이러한 변화를 이룬 주요 원인 중의 하나는 정교회 디아스포라였다. 특히 그리스와 시리아, 레바논의 신자들이 아프리카의 여러 지역으로 가서 정교회 공동체를 형성했다. 또한 1840년대에 많은 그리스인들이 알렉산드리아에 정착하면서 정교회 신앙이 다시 활기를 띄기 시작했고, 학교와 인쇄소가 세워졌다. 한동안 특히 이집트 외의 지역에 혼란이 있었다. 다른 지역과 마찬가지로 정교회 이민자들은 민족 공동체를 구성하여 성당, 학교, 스포츠 협회, 문화 협회 등을 세우려고 했다. 그들은 자신들이 이주한 곳을 사목할 사제를 모시려고 했고, 어느 주교가 이들 사제들을 관리해야 할지에 대한 혼란이었다.
결국 1920년대에 아프리카의 모든 정교회 공동체가 알렉산드리아 총대주교의 재치권 아래 들어가기로 합의했고, 이에 따라 아프리카는 아시아나 아메리카 등 다른 대륙과는 달리 교회 관할권을 둘러싼 혼란과 분쟁을 피할 수가 있었다.

### 20세기 선교의 성장
사하라 남부 아프리카에서 기독교가 성장한 것은 로마 가톨릭교회와 개신교, 특히 20세기 서구 토착교회 분파 신봉자들의 선교 활동이 낳은 결과였다. 하지만 이들 서구 기독교들은 서구 문화와 밀접한 관계로 맺어져 있었다. 정교회는 미국과 오스트레일리아와 마찬가지로 아프리카 벽지에 사는 그리스어를 쓰는 이민자들에 의해 전파되었다. 이들은 여전히 그리스와 같은 문화를 공유하고 있었고, 이집트에 있는 정교회 총대주교와 일치해 있었다.
아프리카 토착교회들은 다양한 형태의 정교회에 관심을 갖기는 했지만, 거리상 이유로 아프리카 일부에 있는 역사적인 정교회와 접촉하는데 애로사항이 있었다. 1920년대에 그들 중 일부가 미국의 소위 (교회법상 동방 정교회의 공동체에 속하지 않은) 아프리카 정교회와 남아프리카 공화국의 다니엘 윌리엄 알렉산더, 우간다의 루벤 스파르타스 무카사와 접촉했다.
1930년대에 다니엘 윌리엄 알렉산더는 우간다와 케냐를 찾았다. 하지만 스파르타스는 탕가니카의 수도 사제 니코데모스 사리카스와 접촉해 그를 통해 알렉산드리아 그리스 정교회 총대주교와 접촉했다. 1946년 케냐와 우간다의 아프리카 정교회 공동체는 알렉산드리아 그리스 정교회 총대주교청과 일치하였다.
1950년대에 케냐의 우간다 정교회는 마우마우 봉기 동안 영국 식민 정부에 의해 극심한 탄압을 받았다. 성직자 대부분이 강제 수용소에 수용되었고, 성당과 학교는 폐쇄되었다. 겨우 나이로비에 있는 주교좌 성당만 계속 출입할 수 있었다. 망명 생활에서 돌아온 키프로스의 관구장 대주교 마카리오스 3세는 대성당에서 식민주의 정책에 반대하는 강론을 했고, 이는 마카리오스 3세와 케냐의 독립 운동가 조모 케냐타의 우정으로 이어졌다.
1963년에 케냐가 독립하면서 상황은 나아졌고, 키프로스 정교회가 신학교를 지어주고 선교사들을 보내주면서 케냐 정교회를 재건하는데 도움을 주었다.

## 현재
최근 몇 년 동안 총대주교 페트로스 7세는 선교를 위해 상당한 노력을 기울였다. 총대주교로 재직한 7년 동안(1997년-2004년) 그는 아랍 국가들과 아프리카 도처에서 현지인 성직자를 양성하고 전례에서 현지어 사용을 권장하는 등 정교회 신앙을 전파하기 위해 열심히 일했다. 특히 이슬람 국가에 기독교를 전파하는 것이 예민한 문제라는 점을 인지한 그는 기독교와 이슬람교의 상호 이해와 존중을 위해 힘썼다. 또한 그는 콥트 정교회와의 관계를 개선하기 위해서도 노력했는데, 이러한 노력의 일환으로 양측의 혼인선사의 유효성을 인정하고 두 고대 총대주교청의 관계 개선의 초석을 놓는 내용의 공동 선언문에 서명했다. 이렇듯 분주하게 노력한 그는 그리스 인근 에게해에서 헬리콥터 추락 사고로 마다가스카르의 넥타리오스 주교 등 다른 몇몇 주교들과 함께 안식하였다.
오늘날 알렉산드리아 총대주교청에는 30만 명의 정교회 신자가 있는데, 이는 로마 제국 이래 가장 많은 숫자이다.

## 같이 보기
- 그리스 정교회
- 알렉산드리아 총대주교
- 콥트 정교회
- 콘스탄티노폴리스 세계총대주교청